# Lijst van voorzittend meesters L'Union Provinciale

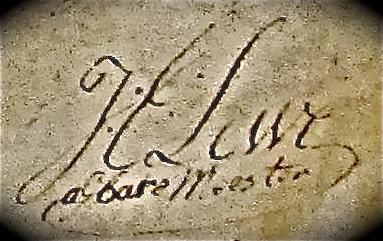
Handtekening van de eerste voorzittend meester van de loge, de Agtbare Meester Jan Evert baron Lewe van Aduard

Dit is een lijst van voorzittend meesters van de Groningse vrijmetselaarsloge L'Union Provinciale voor de periode 1772-1972.

## Toelichting bij de functie van voorzittend meester
Ter toelichting bij de functie van voorzittend meester een tweetal citaten uit de Algemene Bepalingen Ordegrondwet van de Orde van Vrijmetselaren onder het Grootoosten der Nederlanden:
1. De Voorzittend Meester van de loge is verantwoordelijk voor het behoud binnen zijn loge van de door de traditie gevestigde werkwijze van de Orde en voor het bewaren van de harmonie in de loge.
2. Niemand wordt als lid van de Orde aangenomen of toegelaten dan nadat hij in Open Loge in handen van de (fungerend) Voorzittend Meester de navolgende belofte heeft afgelegd:
Ik beloof het doel van de Orde naar vermogen door woord, geschrift, daad en voorbeeld, in handel en wandel te zullen voorstaan. Ik beloof gehoorzaamheid aan de wetten van de Orde en aan de besluiten van het Grootoosten. Ik beloof de verplichtingen, mij door of krachtens die wetten en besluiten opgelegd, getrouw te zullen nakomen en, gelet op het karakter van de Orde als besloten vereniging, te zullen eerbiedigen, wat mij als lid van die Orde wordt toevertrouwd.

## 1772 - 1972
| #  | Voorzittend meester             | Benoemd in | Aantal 'dienstjaren' |
| -- | ------------------------------- | ---------- | -------------------- |
| 1  | J.E. Lewe (tot St. Jan)         | 1772       | 1                    |
| 2  | J. Appius                       | 1773       | 3                    |
| 3  | H.J. Wichers                    | 1776       | 3                    |
| 4  | J.A. de Sitter                  | 1780       | 4                    |
| 5  | Jan Modderman                   | 1784       | 2                    |
| 6  | Tonco Modderman                 | 1786       | 8                    |
| 7  | J.A. de Sitter (tweede maal)    | 1794       | 5                    |
| 8  | L.R. Wychgel                    | 1799       | 3                    |
| 9  | Chr.H.J. Pielat van Bulderen    | 1802       | 6                    |
| 10 | W.J. Bruce                      | 1808       | 1                    |
| 11 | G.J. Keiser                     | 1809       | 1                    |
| 12 | M. Busch                        | 1810       | 3                    |
| 13 | R. de Rhoer Ottens              | 1813       | 7                    |
| 14 | M. Busch (tweede maal)          | 1820       | 7                    |
| 15 | H. Nienhuis                     | 1827       | 29                   |
| 16 | J. Baart de la Faille           | 1856       | 11                   |
| 17 | J.D.L. Quintus                  | 1867       | 22                   |
| 18 | J. Diephuis Schutter            | 1889       | 5                    |
| 19 | I.J. Brugmans                   | 1894       | 16                   |
| 20 | H. Helder Pzn.                  | 1910       | 10                   |
| 21 | L.M. van den Berg               | 1920       | 8                    |
| 22 | J.A. Mulock Houwer (interim)    | 1928       | 1                    |
| 23 | L.M. van den Berg (tweede maal) | 1929       | 16                   |
| 24 | R. van Dellen                   | 1945       | 7                    |
| 25 | G.F. Dalenoord                  | 1952       | 1                    |
| 26 | H.A. Keverling Buisman          | 1953       | 8                    |
| 27 | F.I. Brouwer                    | 1961       | 11                   |

### Portrettengalerij

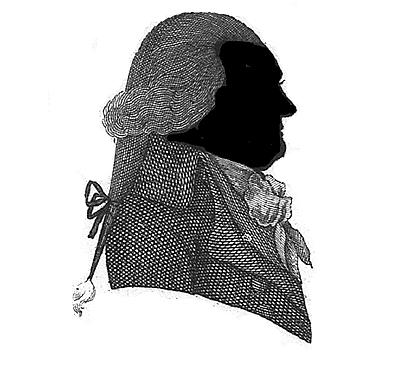
Albert Johan de Sitter
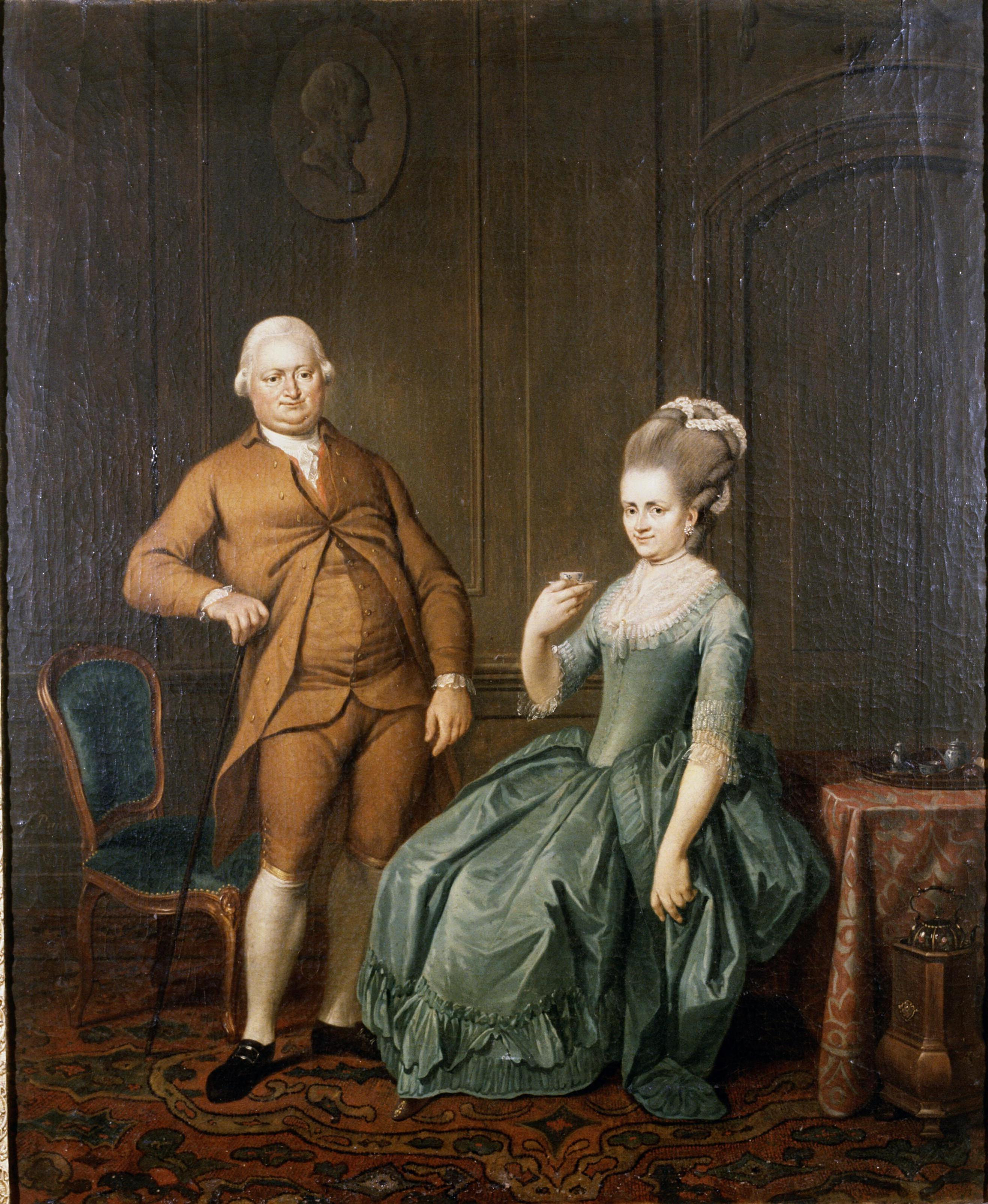
Jan Modderman met vrouw
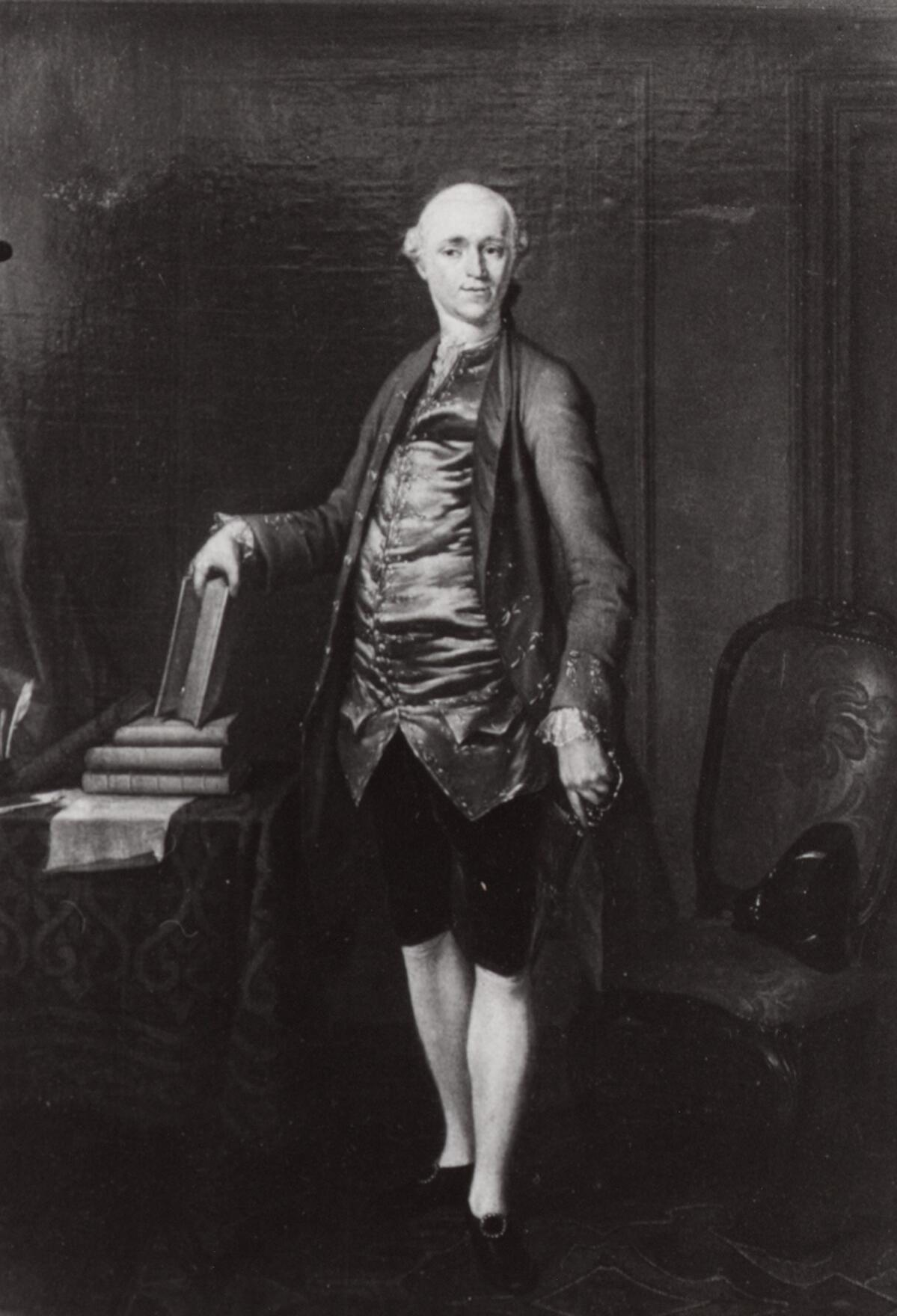
Tonco Modderman
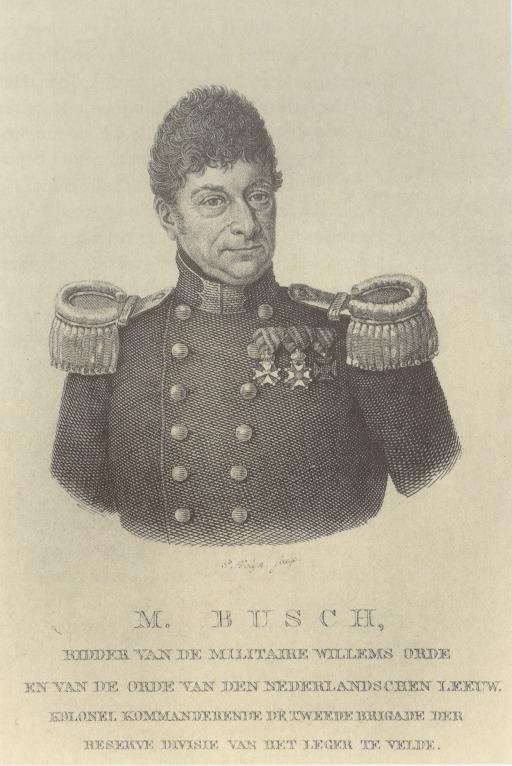
Marcus Busch

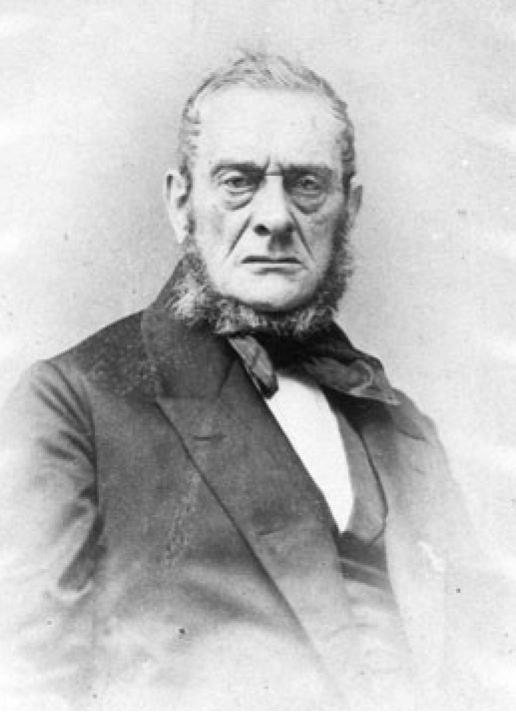
Jacob Baart de la Faille
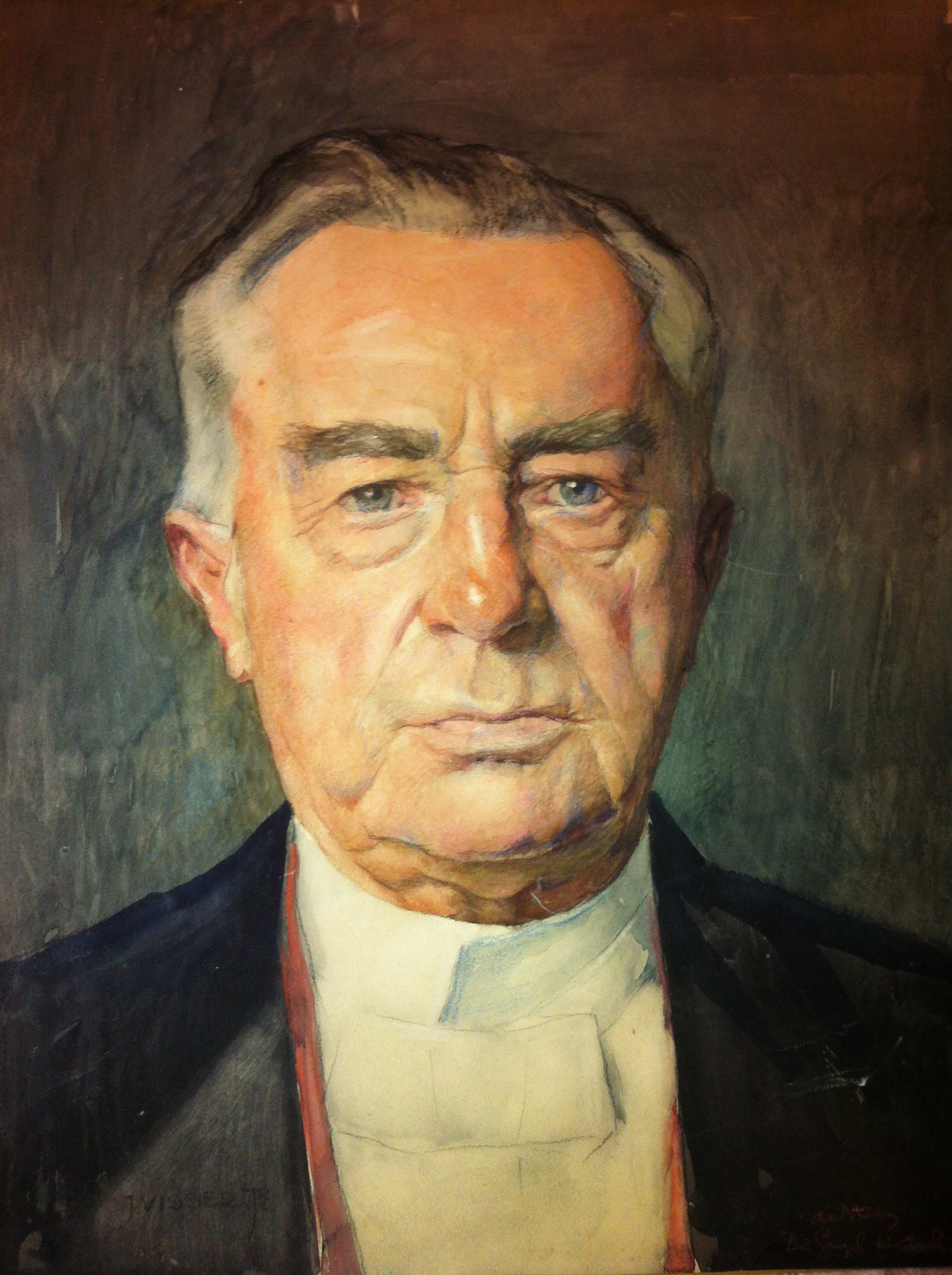
Hendrik Helder Pzn.
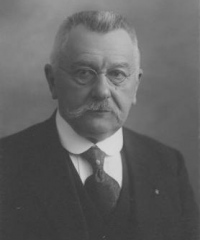
Jan Anthony Mulock Houwer